# Lily Pastré
Pour les articles homonymes, voir Pastré.
Lily Pastré, de son vrai nom Marie-Louise Double de Saint-Lambert, comtesse Pastré, est une mécène marseillaise, protectrice des arts et des artistes, née le 9 décembre 1891 et décédée le 8 août 1974.
Durant la Seconde Guerre mondiale, elle a offert l'hospitalité à de nombreux artistes juifs au château Pastré à Marseille. Après la guerre, elle contribue à la création du Festival d'Aix-en-Provence, festival d’opéra et de musique classique.

## Biographie
Marie-Louise Double de Saint-Lambert, dite Lily Pastré, est née en 1891 au 167, rue Paradis à Marseille,,,. Son père est Paul Double (1868-1935). Ses grands-parents paternels sont Léon Double et Marie Prat (1849-1939), dont les parents, Anne Rosine Noilly-Prat et Claudius Prat (1814-1859) participent à la création et au développement de la marque Noilly Prat. Sa mère, Véra Magnan est l'arrière petite fille de Bernard Pierre Magnan, maréchal de France. Lily Pastré est ainsi l'héritière de la fortune du vermouth Noilly Prat,,.
Lily Pastré grandit à Marseille, élevée dans le culte catholique. Un de ses frères, Maurice, est tué en 1916, durant la Première Guerre mondiale,. 
En 1918, elle épouse le comte Jean André Hubert Pastré, joueur de polo qui participera aux Jeux olympiques de 1924. Par son mariage, elle reçoit le titre de comtesse. Ils ont trois enfants : Nadia, Nicole et Pierre. Après leur divorce en 1940, elle conserve son titre et le château Pastré,.
En 1929, elle fait une apparition dans le film commandité par les Noailles à Man Ray : Les Mystères du château de Dé. Pendant l'Occupation, elle protège des artistes juifs en son château Pastré à Marseille, entre autres Lily Laskine, Youra Guller et Clara Haskil, qu'elle fait opérer d'une tumeur au cerveau par un chirurgien venu de Paris. Fin 1940, elle crée une association d’aide à la création artistique, « Pour que l’esprit vive ». Elle accueille aussi André Masson et sa famille qui fuient le régime nazi, aux côtés d'autres artistes.
Le 27 juillet 1942, elle fait représenter dans son domaine Le Songe d'une nuit d'été mis en musique par Jacques Ibert, avec mise en scène de Jean Wall, costumes de Christian Bérard et collaboration artistique de Boris Kochno, l’orchestre étant dirigé par Manuel Rosenthal avec un grand nombre de musiciens juifs. La jeune Edmonde Charles-Roux, dont la mère est une amie de Lily Pastré, joue le rôle d’un sylphe. Juste après-guerre, elle est une des instigatrices et mécènes du Festival d'Aix-en-Provence, dont la première édition a lieu en 1948. Elle loue pour un montant symbolique une parcelle de sa propriété à l'abbé Pierre au bénéfice des compagnons d'Emmaüs qui y résident encore à ce jour.
Elle est la grand-mère de l’économiste Olivier Pastré.

## Hommages
À l'occasion du Festival Musiques Interdites de 2011, trois concerts en hommage à Lily Pastré sont donnés devant le château Pastré :
- le 7 juillet, une soirée consacrée à Gustav Mahler, présentée par  Abd al Malik ;
- le 8 juillet, une soirée consacrée à Norbert Glanzberg et Kurt Weill, présentée par Anouk Grinberg ;
- le 9 juillet, une nuit complète consacrée au piano et à la musique de chambre présentée par Frédéric Lodéon.

La même année, et toujours en hommage à Lily Pastré, un concert est donné le 18 octobre en l'église Saint-Cannat avec des œuvres de Franz Schreker et d'Olivier Messiaen.
Une exposition, Le salon de Lily, se tient à l'été 2013 à Aix-en-Provence en hommage à Lily Pastré et aux artistes qu'elle a hébergés. On peut y voir entre autres de nombreux dessins et tableaux du peintre tchèque exilé Rudolf Kundera, qui a été son hôte, des dessins de Christian Bérard pour les costumes du Songe d'une nuit d'été et des portraits de Boris Kochno, qui a échangé avec elle une longue correspondance.
En 2021, l’association Pour Que Marseille Vive propose de réhabiliter le château Pastré, laissé à l’abandon depuis 2013. Voulant rendre hommage à l'engagement de la comtesse Pastré, l’association souhaite y installer un incubateur d'artistes et un lieu culturel,.